# Vatica maritima
Espèce
Classification phylogénétique
Statut de conservation UICN

 VU  : Vulnérable
 Vatica mangachapoi est un arbre sempervirent de Bornéo et des Philippines appartenant à la famille des dipterocarpaceae

## Répartition
Forêts des collines côtières du Sabah, du Kalimantan et des Philippines.

## Préservation
Espèce menacée par la déforestation et l'exploitation forestière.